# Dorso de Mulher
Dorso de mulher é uma pintura do gênero nu artístico do italo-brasileiro  Eliseu d’Angelo Visconti (1866-1944).

## Descrição
A pintura é um óleo sobre tela com 40,8 cm de altura por 47,8 cm largura. Tem como motivo principal o dorso de uma mulher que deu o nome ao quadro. Foi pintada em Paris c. 1895 e faz parte do acervo do Museu de Arte do Rio Grande do Sul Ado Malagoli desde 1955.